# 2011년 동태평양 허리케인
2011년 북동태평양 허리케인(2011 Pacific hurricane season)은 북동태평양과 북중태평양에서 2011년에 발생한 허리케인들의 활동에 대해 기록한 문서이다. 북동태평양 허리케인은 주로 5월 15일부터 11월 30일 사이에 발생한다. 2011년 6월 7일 제1호 메이저 허리케인 애드리안을 시작으로, 2011년 동안 13개의 열대저기압, 11개의 열대폭풍, 10개의 허리케인, 6개의 메이저 허리케인이 발생하였다.

## 활동한 허리케인

### 동태평양(NHC)

#### 제1호 메이저 허리케인 애드리안
6월 초, 멕시코의 서쪽 해안에서 수백 킬로미터 떨어진 곳에서 저기압이 발달하고 있었는데, 6월 7일이 되자 열대저기압으로 발달하였다. 그 날 열대폭풍으로 발달하였고, "애드리안(Adrian)"이라는 이름이 붙여졌다. 계속 발달하였고, 6월 9일 허리케인으로 발달하였다. 이후 급격히 발달하기 시작하였고, 3등급 메이저 허리케인으로 발달하였다. 다음 날 허리케인 애드리안은 4등급 허리케인으로서 최성기를 맞이하였다. 미국 국립 허리케인 센터(NHC)에서는 허리케인 애드리안이 빠르게 약화되지 않을 것이라고 예상했으나, 예상 외로 급격히 약화되기 시작하였다. NHC는 이렇게 급격하게 약화된 이유를 "갑작스러운 윈드 시어의 증가와 열역학적인 영향 때문"이라고 밝혔다. 6월 11일 열대폭풍으로 약화되었으며, 다음 날 열대저기압으로 약화되었고 1500 UTC가 되자 소멸하였다.

#### 제2호 허리케인 베아트리즈
6월 19일, 멕시코 해안에서 수백 킬로미터 떨어진 곳에서 열대저기압이 발생하였다. 곧 열대폭풍으로 발달하였으며, "베아트리즈(Beatriz)"라는 이름을 부여받았다. 계속 발달하면서, 6월 20일 풍속 75마일의 허리케인으로 발달하였다. 6월 21일에는 최저기압 977밀리바(hPa)와 풍속 90마일로 최성기를 맞이하였으며, 멕시코 해안에 평행하게 이동하여 육지의 영향을 받아 약화되기 시작했으며, 6월 22일 완전히 소멸하였다.

#### 제3호 허리케인 캘빈
7월 5일에 저기압을 동반한 열대 요란에 테우안테펙 만에서 발생하였다. 이 저기압은 점점 발달하였고, 미국 국립 허리케인 센터는 7월 7일 이 저기압을 제3호 열대저기압으로 지정하였다. 현지시간 저녁 8시, 열대폭풍으로 발달하여 "캘빈(Calvin)"이라는 이름이 지정되었다. 7월 8일 허리케인으로 발달하였으나, 급격히 약화되기 시작하여 7월 10일 저기압으로 약화되어 열대 저기압의 특성을 잃어버렸다.

#### 제4호 메이저 허리케인 도라
7월 14일, 콜럼비아 앞 해상으로 열대 파동이 서진하였다. 이 날 미국 국립 허리케인 센터(이하 NHC)에서는 이 열대 파동을 주시하기 시작했다. 7월 15일 이 열대 파동은 니카라과와 코스타리카의 국경에 상륙하였다. 7월 16일, 저기압으로 발달하면서 과테말라 해상에 도달하였다. 점차 발달하면서 7월 18일 오전 제4호 열대저기압으로 발생하였다. 불과 3시간 후, 열대폭풍으로 발달하여 "도라"(Dora)라는 이름으로 명명되었다. 7월 20일 열대폭풍 도라는 허리케인으로 발달하였고, 다음날 급격히 발달하여 메이저 허리케인으로 발달하였다. 더욱 발달하여, 최대풍속 135kt의 4등급 허리케인으로 발달하고 나서 수온이 낮아져, 그 다음날부터 약화되기 시작하였다. 7월 23일, 열대폭풍으로 약화되었고, 7월 24일에는 열대폭풍 도라는 열대저기압으로 약화되고 얼마안되 저기압으로 약화되었다. 저기압으로 약화된 도라는 7월 26일 멕시코 바하캘리포니아 주에서 완전히 소멸하였다.

#### 제5호 메이저 허리케인 유진
7월 31일 오전, 멕시코로부터 수백 km 남쪽으로 떨어진 곳에서 열대 파동이 제5호 열대저기압으로 발생하였다. 6시간 후 이 열대저기압은 열대폭풍 "유진"(Eugene)으로 발달하였다. 8월 1일 오후, 열대폭풍 유진은 1등급 허리케인으로 발달하였다. 다음 날에는 2등급, 그 다음 날에는 3등급 허리케인으로 발달하여 메이저 허리케인이 되었다. 이후 약화될 것으로 예상했으나, 더 발달하여 4등급 메이저 허리케인으로 발달하였다. 하지만 이 세력은 오래 유지되지 않았고, 8월 5일이 되자 이미 열대폭풍으로 약화되어 있었다. 8월 6일, 열대폭풍 유진은 저기압으로 약화되었고, 8월 10일 하와이에서 동쪽으로 약 1,600 km 떨어진 곳에서 완전히 소멸하였다.

#### 제9호 메이저 허리케인 힐러리
멕시코 남쪽해안에서 저기압이 열대저기압으로 발달하였고 제 9호 열대폭풍 힐러리(HILARY)로 발생하였다. 이 열대폭풍은 매우 빠른 속도로 발달하여 하루만에 중심기압이 970hPa대로 들어갔고 이내 멕시코 서쪽 해안을 따라 북상하면서 허리케인은 더욱 빠르게 발달하여 다음날에는 중심기압 944hPa, 최대풍속 125kt(65m/s)로 2011년 동태평양 4번째 메이저 허리케인으로 발달하였다. 그러나 멕시코 해안에서 점차 멀어지고 고위도로 진출하면서 세력은 서서히 약화되어 현지시각 9월 27일에는 중심기압이 950hPa대로 들어갔고, 이 허리케인은 계속 쇠퇴하여 9월 30일에는 등급이 열대폭풍으로 약화되었고 당시의 중심기압 1002hPa, 최대풍속 35kt(18m/s)였다. 같은날 저녁에 멕시코 동쪽 먼바다에서 중심기압 1005hPa 의 열대저기압으로 약화되었다.

#### 제10호 메이저 허리케인 조바
제 10호 열대폭풍 조바(JOVA)는 현지시각 10월 6일 오후에 맥시코 동쪽 먼 바다에서 발생하였다. 발달 초기엔 서쪽의 허리케인 아이르윈(IRWIN)과의 후지와라 효과로 인하여 잘 발달하지 못하였으나 이 열대폭풍은 점차 북진하면서 본격적으로 발달하기 시작하였다. 10월 8일에는 중심기압 975hPa, 최대풍속 80kt(40m/s)로 발달하였고 10월 10일에는 중심기압 960hPa, 최대풍속 105kt(55m/s)의 3등급 메이저 허리케인으로 발달하여 2011년 5번째 메이저 허리케인으로 발달하였다.
이 허리케인은 맥시코 내륙으로 진입하면서 서서히 약화되어 10월 18일열대저기압으로 약화되어 소멸하였다.

#### 제11호 허리케인 아이르윈
제 11호 열대폭풍 아이르윈(IRWIN)은 현지시각 10월 6일 오후에 맥시코 동쪽 먼 바다에서 발생하였다. 이 열대폭풍은 급발달하면서 하루만에 중심기압 976hPa, 최대풍속 85kt(45m/s)로 발달하였다. 그러나 서쪽에서 북진하면 발달하던 제  10호 허리케인 조바(JOVA)와의 후지와라 효과로 인하여 급쇠퇴하면서 10월 8일부터 약화되어
또다시 하루만에 중심기압 989hPa, 최대풍속 65kt(35m/s)로 약화되었고, 다음날에는 열대폭풍으로 약화되었다. 이후 강풍역또한 작아지고 세력도 10월 11일기준으로 중심기압 1004hPa, 최대풍속 35kt(18m/s)로 약화되어 거의 열대저기압 수준으로 약화되었다. 이후 다시 재발달하거나 열대저기압으로 약화되는등의 반복을 계속하면서 끝내 10월 20일 맥시코 서쪽에서 열대저기압으로 약화되었다.

## 같이 보기
- 2011년 북대서양 허리케인
- 2011년 태풍
- 2011년 북인도양 사이클론